# Монтсеррат Волкано Обсерваторі Треморс
Футбольний клуб «Монтсеррат Волкано Обсерваторі Треморс» (англ. Montserrat Volcano Observatory Tremors Football Club) — монтсерратський футбольний клуб із селища Сейлем. Клуб грає у вищому дивізіоні чемпіонату Монтсеррату з футболу. Кольорами клубу є зелений і червоний.

## Історія
Клуб був заснований у 1995 році працівниками Монтсерратської вулканологічної обсерваторії, що призвело до появи прізвиськ клубу Вулкани (англ. The Volcanoes) і Науковці англ. The Scientists. Більшість гравців в історії команди були працівниками обсерваторії. Незважаючи на те, що штаб-квартира клубу знаходиться в обсерваторії в Сейлемі, клуб проводить свої домашні матчі на стадіоні «Блейкс Естейт Стедіум». Раніше команда грала на національному крикетному стадіоні Монтсеррата «Сейлем Овал».
З моменту заснування клубу чемпіонат Монтсеррату з футболу проводився лише епізодично. Чемпіонат острова припинився після великого виверження вулкану під час проведення чемпіонату 1997 року, та не проводився до 2002 року. «Монтсеррат Волкано Обсерваторі Треморс» виграв чемпіонат острова в своєму дебютному сезоні 1995 року. Команда посіла друге місце в чемпіонаті в сезонах 2004 і 2017 роках. Гімн клубу під назвою «Volcano» написав Джиммі Баффет, у якому описується вулкан Суфрієр-Гіллз до виверження 1995 року.

## Титули і досягнення
- Чемпіон Монтсеррату (1): 1995